# Reggenza di Boyolali
La reggenza di Boyolali (in indonesiano: Kabupaten Boyolali) è una reggenza dell'Indonesia, situata nella provincia di Giava Centrale.
Occupa un'area di 1015,10 km2 e al 2010 contava una popolazione di 930 531 abitanti. e 1 062 713 al censimento del 2020.

## Clima
Boyolali ha un clima tropicale monsonico secondo la classificazione di Köppen. La temperatura media varia poco da mese a mese. Ottobre è il mese più caldo con una temperatura media di 25,2 °C. Luglio è il mese più freddo con una temperatura media di 23,7 °C. La stagione delle piogge ha un picco di precipitazioni verso il mese di marzo. La stagione secca ha il suo culmine nel mese di agosto, che ha il maggior numero di ore giornaliere di sole.